# 11762 Vogel
11762 Vogel este un asteroid din centura principală de asteroizi.

## Descriere
11762 Vogel este un asteroid din centura principală de asteroizi. A fost descoperit pe 24 septembrie 1960 la Observatorul Palomar de Cornelis Johannes van Houten, Ingrid van Houten-Groeneveld și Tom Gehrels. Asteroidul prezintă o orbită caracterizată de o semiaxă mare de 2,90 ua, o excentricitate de 0,03 și o înclinație de 1,3° în raport cu ecliptica.